# Ресторан Тошин бунар
„Тошин бунар“ је ресторан који се налази у улици Студентској бр. 1, ГО Нови Београд, у Београду.

## Локација
Ресторан - пивница има две сале и велику башту. Налази се на раскрсници улица Студентска и Тошин бунар, смештен у хладу великих стабала дрвећа.

## Назив
Ресторан се назива по Тошином бунару са ђермом, који је ту постојао до изградње Студентског града, после Другог светског рата. А Тошин бунар је добио име по Тоши Апостоловићу, који је на свом земљишту, поред бунара, направио кафану пре два века. Фотографију бунара са ђермом објавила је "Политика" 1938. године, уз чланак под називом "У Земуну и данас постоји бунар који је ископао земунски богаташ Тоша Апостоловић да би излечио болесне очи".
Кафана има и друго име - Џакарта. Била је омиљено место и студената из Индонезије, смештених у Студенстском граду, а приликом боравка на Самиту несврстаних у Београду први председник те земље Ахмед Сукарно је ван протокола, пожелео да види Студентски град, место "где му земљаци уче". Повели су га у "Тошин бунар" - био је толико одушевљен кафаном, да су је због њега прозвали "Џакарта". И сада је позната под тим именом.
На улазу стоји натпис "Пивница - Ресторан Тошин бунар - Џакарта".

## Историја
Кафана „Тошин бунар“ је и данас на месту где је направљена пре око два века, али о томе нема прецизних података. Необичан назив понела је по бунару који је овде некада заиста постојао, и то пред улаз у данашњи ресторан. Тоша Апостоловић, био је вешт трговац и власник великог имања и ове кафане.
У књизи из 1913. године „Знаменити земунски Срби“ Владимира Николића, забележено је да је Тоша Апостоловић (1745 - 1810) патио од неке тешке очне болести и да је једном сањао сан у којем му је речено да су под Бежанијском косом добри виногради и лековите воде, па да на врх однесе буре и заваља га доле, ка низини. Наводно, тамо где буре буде стало, говорило је сновиђење, Тоша треба да ископа бунар, умива се водом из њега и оздравиће. Предање говори да је заиста тако и било. Оно што сигурно није обична прича јесте постојање тог бунара, кога се неки још сећају.
Од изградње бунара и кафане, то је било место сакупљања. Путници намерници су радо правили паузе код
овог бунара. На месту данашњег Студентског града, поред кафане, налазила се трошарина, где су сељаци, који су доносили робу на земунску пијацу, плаћали таксу. Убрзо је локал постао омиљено састајалиште имућних Земунаца. Касније су ту и студенти прослављали своје успехе, или туговали због неуспеха.

## Изглед ресторана
Ресторан је смештен у приземној згради. Има две сале и велику башту. Зграда и данас изгледа пристојно, мада је направљена од набоја и тек неколико гипсаних плоча које јој помажу да сачува елегантан изглед.

## Угоститељска понуда
Ресторан - пивница нуди богат избор традиционалне кухиње, почев од хладних и топлих предјела (проја, поховани шкембићи), преко варива (подварак, пребранац), роштиља, готових јела и специјалитета куће (пилећа крила, димљене буткице, пиварска мућкалица).